# La Fin de Tchertopkhanov
La Fin de Tchertopkhanov est une nouvelle d'Ivan Tourgueniev parue dans l’édition des Mémoires d'un chasseur de 1872. Procédé unique dans le recueil, La Fin de Tchertopkhanov constitue une suite de la nouvelle précédente, Tchertopkhanov et Nédopiouskine, les deux nouvelles formant une sorte de diptyque littéraire.

## Résumé
Avant de mourir, Tchertopkhanov connaît trois malheurs qui lui rendent la vie bien amère : Macha, la Tzigane, le quitte ; son grand ami, Nédopiouskine, meurt subitement ; enfin, on lui vole le plus bel étalon de son écurie et, dans un premier temps, tous ses efforts sont vains pour tenter d'en retrouver la trace.  Après quelque temps, il le découvre, mis aux enchères, dans une foire aux bestiaux.  Tchertopkhanov le rachète et le remet dans l'écurie de son domaine. S'apercevant peu après qu'il ne s'agit pas de son animal, mais d'un cheval qui lui ressemble, il l'abat d'une balle à la tête. Dès lors, Tchertopkhanov garde le lit.  
Le narrateur apprend peu après sa mort de la bouche d'un de ses serviteurs.

## Édition française
- La Fin de Tchertopkhanov, traduit par Françoise Flamant, Éditions Gallimard, Bibliothèque de la Pléiade, 1981  (ISBN 978 2 07 010980 7).